# Acrorumohra
Acrorumohra es un género de helechos perteneciente a la familia  Dryopteridaceae, Comprende 6 especies descritas y de estas, solo 4 aceptadas.

## Taxonomía
El género fue descrito por (H.Itô) H.Itô y publicado en Nova Flora Japonica 4: 101. 1938. La especie tipo es: Acrorumohra diffracta (Baker) H. Itô	Presl.  

## Especies aceptadas
A continuación se brinda un listado de las especies del género Acrorumohra aceptadas hasta noviembre de 2014, ordenadas alfabéticamente. Para cada una se indica el nombre binomial seguido del autor, abreviado según las convenciones y usos.	
- Acrorumohra diffracta (Baker) H. Itô
- Acrorumohra dissecta Ching ex Y.T. Hsieh
- Acrorumohra hasseltii (Blume) Ching
- Acrorumohra subreflexipinna (Ogata) H. Itô in Nakai & Honda